# Hrabstwo Caldwell (Teksas)
Hrabstwo Caldwell – hrabstwo położone w USA w stanie Teksas. Siedzibą władz hrabstwa jest jego największe miasto Lockhart. Należy do obszaru metropolitalnego Austin. 
Hrabstwo wydzielono z sąsiednich hrabstw i utworzono w 1848 r. Nazwa hrabstwu została nadana dla uczczenia nazwiska Mathew Caldwella, jednego z sygnatariuszy deklaracji niepodległości Teksasu.
Na terenie hrabstwa znajduje się Park Stanowy Lockhart.

## Miasta
- Lockhart
- Luling
- Martindale
- Niederwald
- Uhland

## Sąsiednie hrabstwa
- Hrabstwo Travis (północ)
- Hrabstwo Bastrop (północny wschód)
- Hrabstwo Fayette (południowy wschód)
- Hrabstwo Gonzales (południe)
- Hrabstwo Guadalupe (południowy zachód)
- Hrabstwo Hays (północny zachód)

## Gospodarka
57% areału hrabstwa stanowią pastwiska, 24% to obszary uprawne i 16% leśne.
- uprawa orzechów pekan, arbuzów, brzoskwiń, kukurydzy, bawełny, sorgo i pszenicy[5][6]
- hodowla drobiu (28. miejsce w stanie), kóz, koni i bydła[5]
- wydobycie ropy naftowej[7].

Najpopularniejsze sektory zatrudnienia w 2020 roku dla mieszkańców hrabstwa Caldwell to: budownictwo (3266 osób), handel detaliczny (2224 osoby) oraz opieka zdrowotna i pomoc społeczna (1823 osoby), usługi edukacyjne (1672 osób) i administracja publiczna (1410 osób). 

## Demografia
Według spisu w 2020 roku liczy 45,9 tys. mieszkańców, w tym byli:
- Latynosi – 55,5%
- biali nielatynoscy – 36,8%
- czarni lub Afroamerykanie – 6,4%
- rdzenni Amerykanie – 1,8%
- Azjaci – 1%.

## Religia

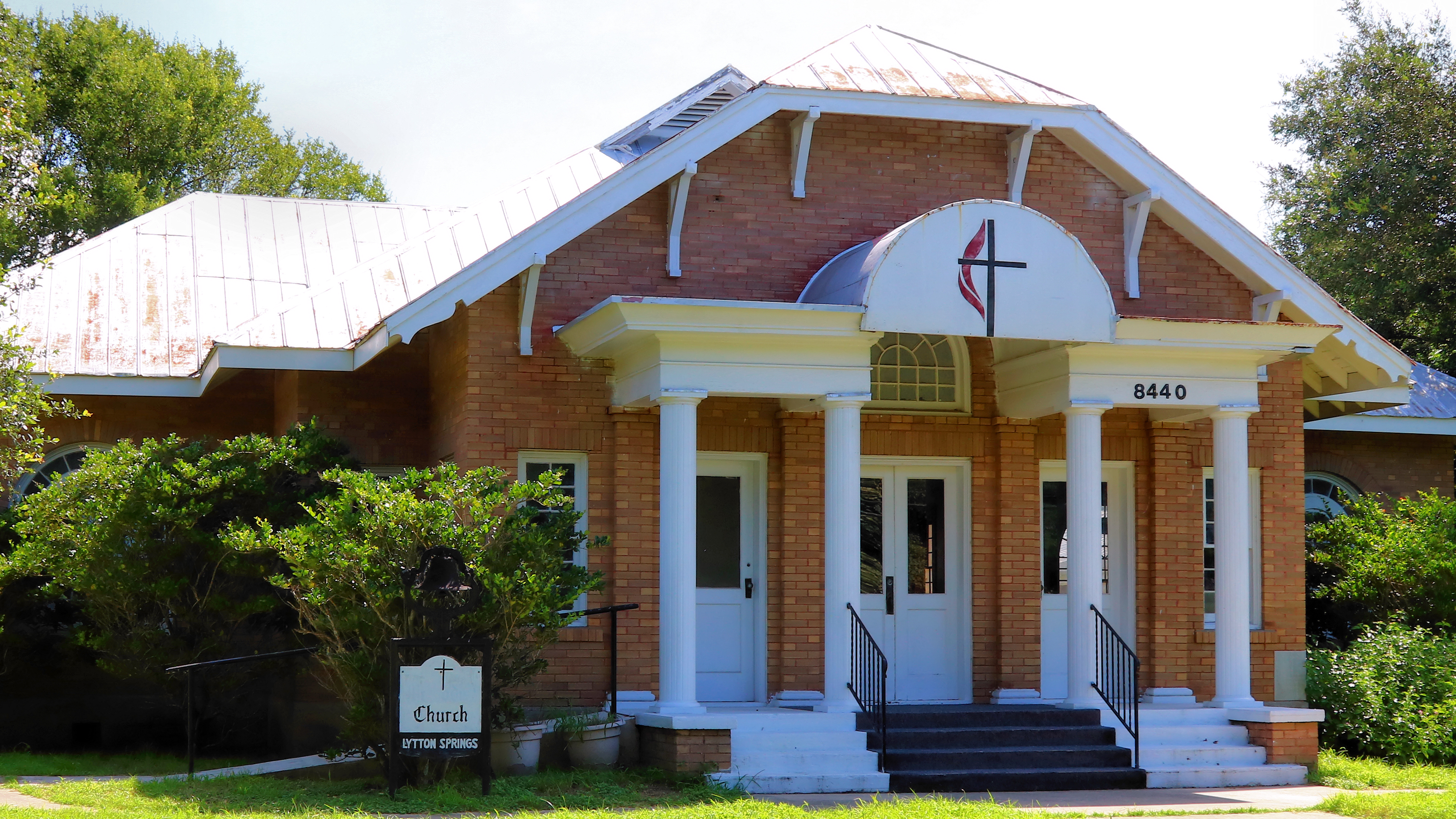
Kościół metodystyczny w Lytton Springs

W 2020 roku największe ugrupowania pod względem członkostwa to: Kościół katolicki (23,2%) i Południowa Konwencja Baptystów (8,7%).
Inne wyznania (z ponad 300 członków) obejmowały: metodystów, świadków Jehowy, bezdenominacyjne zbory ewangelikalne, zielonoświątkowców, innych baptystów, mormonów, liberalnych luteran i campbellitów.
Wysoki odsetek świadków Jehowy (3%), jest na 35. miejscu w Stanach Zjednoczonych.

## Główne drogi
Przez hrabstwo przechodzi jedna autostrada międzystanowa i dwie drogi krajowe:
- I-10
- U.S. Route 90
- U.S. Route 183